# 匹見町
匹見町（ひきみちょう）は、かつて島根県の南西部、広島県、山口県と境を接した町。美濃郡に属した。
2004年（平成16年）11月1日に合併し、益田市の一部となった。
旧匹見町域は豪雪地帯対策特別措置法に基づく豪雪地帯としては日本最西端に位置する。1960年代以降より過疎が進行しており、「過疎発祥の地」として知られる。

## 歴史
1960年までは人口が7000人以上住んでいたが、1963年の三八豪雪に襲われ、町が1か月ほど孤立する。積雪は4mに上り、合掌造りの家すら倒壊するほどであった。根雪は7月半ばまで残るほどであった。それに追い打ちをかけるようにその翌年からは集中豪雨に襲われ、5年で人口が2000人減少する急激な過疎化に陥った。
このことから島根県の施策もあって、匹見町の集落再編計画によって広見と虫ヶ谷の小虫・小平の3集落を町の中心街にある県営住宅に集落移転させることとなった（挙家離村）。
また当時の町長であった大谷武嘉は国会やマスメディアに陳情を行い過疎対策法（現:過疎地域自立促進特別措置法）を成立させ、大谷は「過疎町長」と呼ばれるようになった。

### 年表
- 1955年（昭和30年）2月1日 - 道川村・匹見上村・匹見下村が合併して匹見村が発足。
- 1956年（昭和31年）4月1日 - 匹見村が町制施行して匹見町となる。
- 1963年（昭和38年）1月 - 三八豪雪。
- 2004年（平成16年）11月1日 - 益田市に編入[1]。同日匹見町廃止。

## 産業
「東の静岡、西の匹見」と称された匹見ワサビが特産で、昭和初期には年間300トンを出荷していたが、現在では年間50トンほどにとどまる。
その他、林業、木工も行われている。

## 交通

### 鉄道
旧町内を走る鉄道はない。鉄道を利用する場合、最寄り駅はJR西日本山口線石見横田駅。

### 高速道路
旧町内を走る高速道路はない。

### 国道
- 国道191号
- 国道488号

### 県道
- 主要地方道
  - 島根県道42号吉賀匹見線
  - 島根県道54号益田澄川線
- 一般県道
  - 島根県道172号美都匹見線
  - 島根県道189号匹見左鐙線
  - 島根県道307号波佐匹見線
  - 島根県道314号美都澄川線

## 地理

### 河川
- 匹見川

### 山岳
- 恐羅漢山
- 安蔵寺山
- 広見山
- 赤谷山
- 大神ヶ岳
- 燕岳
- 高鉢山
- 岩倉山

### 名所・旧跡・観光スポット・祭事・催事
- 匹見峡温泉

## 教育

### 高等学校
- 島根県立益田産業高等学校匹見分校（1988年閉校）

### 中学校
- 匹見町立匹見中学校

### 小学校
- 匹見町立匹見小学校